# Darragh Lenihan
Pour les articles homonymes, voir Lenihan.
Darragh Lenihan, né le 16 mars 1994 à Dunboyne en Irlande, est un footballeur international irlandais qui évolue au poste de milieu de terrain au Middlesbrough FC.

## Biographie

### En club
Le 24 juin 2022, il rejoint Middlesbrough FC.

### En sélection nationale
Le 2 juin 2018, Lenihan honore sa première sélection avec équipe d'Irlande lors d'un match amical face aux États-Unis.

## Statistiques
| Saison                | Club                  | Championnat           | Championnat | Championnat | Coupe(s) nationale(s) | Coupe(s) nationale(s) | République d'Irlande | République d'Irlande | Total | Total |
| Saison                | Club                  | Division              | M.          | B.          | M.                    | B.                    | M.                   | B.                   | M.    | B.    |
| 2014-2015             | Blackburn Rovers      | Championship          | 3           | 0           | -                     | -                     | -                    | -                    | 3     | 0     |
| 2015-2016             | Blackburn Rovers      | Championship          | 23          | 0           | 4                     | 0                     | -                    | -                    | 27    | 0     |
| 2016-2017             | Blackburn Rovers      | Championship          | 40          | 0           | 4                     | 0                     | -                    | -                    | 44    | 0     |
| 2017-2018             | Blackburn Rovers      | League One            | 14          | 1           | -                     | -                     | 1                    | 0                    | 15    | 1     |
| 2018-2019             | Blackburn Rovers      | Championship          | 34          | 2           | 4                     | 1                     | 1                    | 0                    | 39    | 3     |
| 2019-2020             | Blackburn Rovers      | Championship          | 37          | 3           | 2                     | 0                     | -                    | -                    | 39    | 3     |
| 2020-2021             | Blackburn Rovers      | Championship          | 41          | 0           | 3                     | 0                     | -                    | -                    | 44    | 0     |
| 2021-2022             | Blackburn Rovers      | Championship          | 41          | 3           | 2                     | 0                     | 1                    | 0                    | 44    | 3     |
| Sous-total            | Sous-total            | Sous-total            | 233         | 9           | 19                    | 1                     | 3                    | 0                    | 255   | 10    |
| 2014-2015             | Burton Albion (prêt)  | League Two            | 17          | 1           | -                     | -                     | -                    | -                    | 17    | 1     |
| Sous-total            | Sous-total            | Sous-total            | 17          | 1           | 0                     | 0                     | -                    | -                    | 17    | 1     |
| 2022-2023             | Middlesbrough FC      | Championship          | 43          | 0           | -                     | -                     | 1                    | 0                    | 44    | 0     |
| 2023-2024             | Middlesbrough FC      | Championship          | 8           | 1           | 2                     | 0                     | -                    | -                    | 10    | 1     |
| Sous-total            | Sous-total            | Sous-total            | 51          | 1           | 2                     | 0                     | 1                    | 0                    | 54    | 1     |
| Total sur la carrière | Total sur la carrière | Total sur la carrière | 301         | 11          | 21                    | 1                     | 4                    | 0                    | 326   | 12    |

## Palmarès

### En club
Darragh Lenihan remporte la D4 anglaise en 2015 avec Burton Albion. Il est également vice-champion de D3 anglaise en 2018 avec Blackburn Rovers.